# Neobernaya spadicea
Neobernaya spadicea – gatunek porcelanki; jedyny przedstawiciel rodzaju Neobernaya. Osiąga od 30 do 81 mm, typowy przedstawiciel mierzy około 35–50 mm. Porcelanka kasztanowa to jedna z częściej występujących i bardziej pospolitych amerykańskich porcelanek. Jednakże, mimo dość dużego obszaru występowania, rzadko można znaleźć dużego osobnika tego ślimaka – przyczynami tego stanu są zanieczyszczenie wód przybrzeżnych Stanów Zjednoczonych oraz nadmierny połów.
Neobernaya spadicea wytwarza muszle o bardzo charakterystycznym wzorze i ubarwieniu, co sprawia, że bardzo łatwo ją rozpoznać i odróżnić od innych porcelanek – nieco podobny wzór (ale zupełnie inne ubarwienie) ma jedynie Erronea onyx.

## Występowanie
Porcelanka Neobernaya spadicea występuje w pasie wód Pacyfiku od południowej części amerykańskiego stanu Kalifornia aż po zachodnie wybrzeża Kolumbii.